# Cải cách quân đội Nga năm 2008

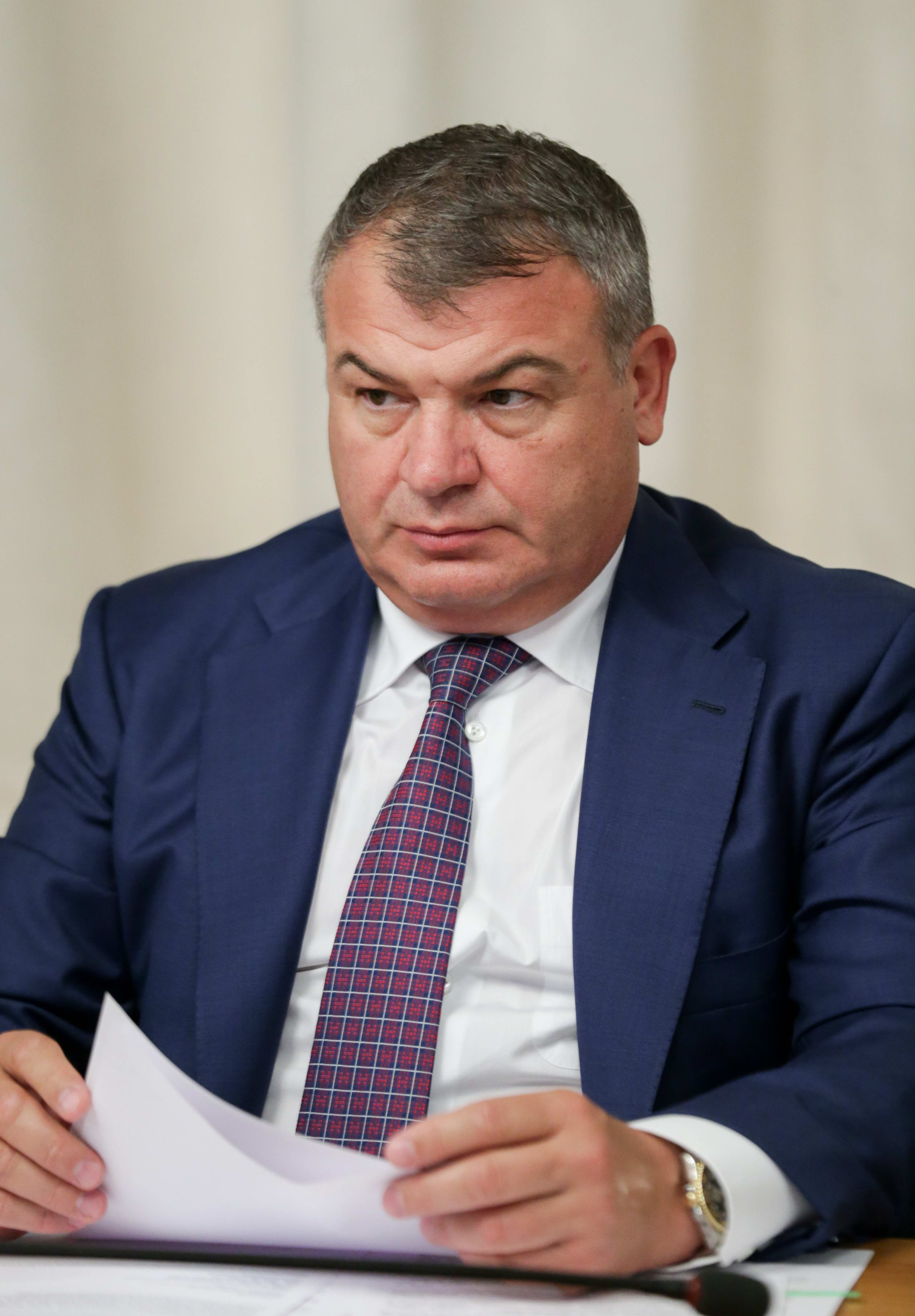
Anatoly Serdyukov với ý tưởng cải tổ trên diện rộng quân đội Nga vào năm 2008

Cải cách quân đội Nga năm 2008 (2008 Russian military reform) hay còn gọi là cải cách Serdyukov (Реформа Сердюкова) được đặt theo tên người sáng lập là Bộ trưởng Quốc phòng Anatoly Serdyukov (A-na-tô-li Xê-du-cốp), đây là một cuộc tái tổ chức cơ cấu trên quy mô lớn của Lực lượng vũ trang Nga khởi xướng vào năm 2008 và bắt đầu vào năm 2009. Những cải cách quan trọng của quân đội Nga đã được công bố vào tháng 10 năm 2008 dưới thời Serdyukov, và việc tái tổ chức cơ cấu lớn bắt đầu vào đầu năm 2009 với mục đích tinh gọn, hiệu quả. Mục đích đã nêu của cuộc cải cách là tổ chức lại cơ cấu lại và tăng cường phân cấp chỉ huy trong Quân đội Nga, và để giảm quy mô của đội quân đông đảo Nga. Khái niệm "cải cách" không còn được coi là thuật ngữ mà là một cuộc cách mạng do Bộ trưởng Quốc phòng Nga Anatoly Serdyukov khởi xướng với quan điểm cho đó là một cách nhìn mới của quân đội. Đến nay, cựu Bộ trưởng Quốc phòng Nga Anatoly Serdyukov vẫn được coi là người đặt nền móng cho công cuộc cải cách quân sự một cách sâu rộng của nước Nga với quá trình cải cách được khởi xướng từ năm 2008 đã tạo ra những thay đổi tích cực. Với những gì đã được thực hiện kể từ năm 2008 có thể được xem là cuộc cải cách quân đội đầy tham vọng, nhất quán và hiệu quả trong các nước hậu Xô Viết. Sau quá trình cải tổ quân đội ở Nga, bao gồm cả thay đổi cách huấn luyện, trang bị khí cụ và đặc biệt là tăng lương cho binh lính, thì sự thay đổi có thể thấy rõ với có tính cơ động cao, trang thiết bị hiện đại, chuyên nghiệp, tinh nhuệ hơn. Trong thế kỷ XXI, quân đội Nga từ chỗ lạc hậu về công nghệ đã trở thành một trong những lực lượng quân sự mạnh mẽ bậc nhất trên thế giới.

## Bối cảnh
Theo giới quan sát, sau khi Liên Xô tan rã, quân đội Nga đã bệ rạc, sa sút đi xuống nghiêm trọng cả về kỷ cương cũng như nguồn lực tài chính. Tình trạng say rượu trong quân ngũ khá phổ biến. Quân đội về chiến thuật bị coi là thiếu quyết đoán, còn binh lính trông giống như không đủ thể lực để chạy bộ nổi một dặm chứ đừng nói là đủ sức chạy nhanh. Sau thảm họa tàu ngầm hạt nhân Kursk bị đắm ở Biển Barents vào ngày 12 tháng 8 năm 2000, thời điểm mà Tổng thống Nga Vladimir Putin vừa mới nhậm chức lần thứ nhất, nhiều người ngỡ ngàng khi biết rằng lương của hạm trưởng chiếc tàu ngầm này chỉ là 200 USD mỗi tháng. Thực tế này cho thấy quân đội Nga đã bị suy giảm về sức mạnh và danh tiếng nghiêm trọng kể từ khi Liên Xô tan rã. Dưới thời tổng thống Boris Yeltsin và trong thời gian đầu nhiệm kỳ của Putin, ngân sách quốc phòng Nga giảm từ mức 246 tỷ USD năm 1988 xuống còn 14 tỷ USD năm 1994, quân số giảm từ 5 triệu người xuống còn một triệu người. Khi Yeltsin phát động cuộc chiến chống phiến quân Chechnya, Bộ tổng tham mưu quân đội Nga chỉ huy động được 65.000 người, dù nắm trong tay đội quân về lý thuyết có tới một triệu binh sĩ. Nga phản đối chiến dịch không kích của NATO vào Nam Tư năm 1999 và cuộc xâm lược của Mỹ vào Iraq năm 2003, nhưng ảnh hưởng của nước Nga quá yếu để ngăn cản các động thái của phương Tây.
Nước Nga dưới thời Vladimir Putin cũng đã nhận ra nhu cầu bức thiết về việc hiện đại hóa quân đội Nga từ sau chiến dịch quân sự ở Gruzia tháng 8 năm 2008, chiến dịch kéo dài 5 ngày này tuy là một thành công của Nga nhưng trải qua 5 ngày xung đột với Gruzia cho thấy sự lạc hậu của vũ khí và chiến thuật Nga. Chiến dịch tại Gruzia bộc lộ vô số điểm yếu cố hữu của quân đội Nga, bộc lộ hàng loạt yếu kém và lạc hậu về chiến thuật, khí tài của quân Nga, khiến họ hứng chịu thiệt hại nặng nề trước đối phương thua kém hơn nhiều. Lính Nga chiến đấu với vũ khí lạc hậu và trang bị cá nhân cũ kỹ, các sĩ quan phải sử dụng điện thoại di động cá nhân để liên lạc và ra lệnh cho cấp dưới do mạng lưới thông tin liên lạc quân sự liên tục hư hỏng hoặc bị Gruzia nghe trộm. Các chiến đấu cơ không có phương án liên lạc với lực lượng mặt đất, khiến hiệu quả tác chiến giảm rõ rệt, nhiều lần bộ binh Nga đối mặt với cường kích Gruzia mà không có sự bảo vệ từ không quân. Để giành chiến thắng trước một đối thủ yếu hơn rất nhiều, Nga đã mất tới 5 máy bay quân sự, trong đó có một máy bay ném bom chiến lược, điều rất khó chấp nhận trong chiến tranh hiện đại. Dù lực lượng phòng không Gruzia không mạnh, không quân Nga vẫn mất tới ba cường kích Su-25 và một oanh tạc cơ chiến lược Tu-22M3 chỉ trong chưa đầy một tuần, Moskva bị thiệt hại thêm một cường kích Su-24M, một máy bay trinh sát Su-24MR và một cường kích Su-25BM trong 5 ngày tham chiến tại Gruzia. Các tổ hợp phòng không Gruzia chỉ bị vô hiệu hóa bởi bộ binh Nga sau ngày 11 tháng 8 năm 2008.
Chiến dịch quân sự tại Nam Ossetia cho thấy yêu cầu hiện đại hóa toàn diện không quân Nga nói riêng và quân đội Nga nói chung. Trên thực tế, quân đội Nga từng được huấn luyện tương tự như những hoạt động quân sự trong cuộc Chiến tranh Vệ quốc vĩ đại (1941-1945), điều không còn phù hợp với tình hình mới và các phương pháp tác chiến. Quân đội Nga khi đó cũng đã bộc lộ nhiều điểm yếu về trình độ tác chiến và khả năng yếu kém của những vũ khí, trang bị cũ từ thời Liên Xô cũ, vốn chưa hề được nâng cấp, cải tiến nên được đánh giá là vẫn chưa thoát được phương Tây gán cho cái mác "Quân đội to xác, lạc hậu, chỉ dựa vào vũ khí hạt nhân". Nhận thức được điều đó nên ngay sau cuộc chiến tranh này, giới chính trị-quân sự ở Moscow đã tiến hành một cuộc cải tổ quân đội lớn về cả quy mô, tổ chức biên chế và cơ cấu vũ khí trang bị theo hướng tinh, gọn, hiện đại và hiệu quả. Chỉ hai tháng sau cuộc chiến, Thủ tướng Nga Vladimir Putin bắt đầu tiến hành chương trình hiện đại hóa và tái cấu trúc quân đội đầy tham vọng với chi phí ước tính lên tới 700 tỷ USD. Mục tiêu của ông là biến quân đội Nga từ lực lượng cồng kềnh chuyên đối phó với chiến tranh tổng lực giữa các cường quốc thành đội quân tinh gọn, phù hợp hơn với các cuộc xung đột khu vực và cục bộ. Dưới sự chỉ đạo của Putin, quân đội Nga đoạn tuyệt với mô hình được xây dựng từ năm 1870 để áp dụng cấu trúc lực lượng linh hoạt hơn, cho phép triển khai binh sĩ nhanh chóng mà không cần huy động binh lực quy mô lớn, mạng lưới chỉ huy và kiểm soát chiến trường cũng được thay đổi nhằm nâng cao khả năng hiệp đồng tác chiến.
Trước đây, Nga đã có một số nỗ lực cải cách như Lực lượng Lục quân Nga (cuộc cải cách theo kế hoạch Sergeyev vào năm 1997 dưới sự chỉ đạo của Bộ trưởng Quốc phòng Igor Sergeyev và Lực lượng Lục quân Nga (Cải cách dưới thời Putin trong chương trình 2003) của Tổng thống Vladimir Putin (nhấn mạnh Nhiệm vụ khẩn cấp để phát triển lực lượng vũ trang Liên bang Nga), chương trình sau này rất giống với chương trình năm 2008, vì nó đã nhấn mạnh đến nhu cầu cắt giảm biên chế nhân sự, một giảm dần việc sử dụng lính nghĩa vụ để dồn lực cho lực lượng quân nhân chuyên nghiệp, thành lập quân đoàn NCO chuyên nghiệp và những thay đổi mạnh mẽ trong đào tạo và công tác huấn luyện, đào tạo, giáo dục sĩ quan. Chương trình năm 2003 diễn ra với tốc độ rất chậm, chủ yếu là do quân đội không sẵn lòng cải cách.  Mọi việc bắt đầu khi ông Anatoly Serdyukov, một nhân vật quan chức dân sự hết sức bình thường, bất ngờ được bổ nhiệm làm Bộ trưởng Quốc phòng vào tháng 2 năm 2007. Tổng thống Vladimir Putin đã đưa ông Serdyukov vào vị trí này với một mục đích duy nhất, đó là tiến hành những cải cách sâu sắc với tư cách là một người không có liên hệ với bộ máy quân đội và là người chủ trương ủng hộ một "đường hướng quản trị" hoàn toàn mới đối với việc tổ chức Các lực lượng vũ trang Nga, vào cuối tháng 8 năm 2008, các quyết định đã được đưa ra, để tiến tới một giai đoạn mới cải cách quân đội sâu sắc nhằm đem lại cho Các lực lượng vũ trang Nga "một diện mạo mới". Kế hoạch cải cách quân đội cơ bản đã được Bộ trưởng Quốc phòng Serdyukov công bố chính thức vào ngày 14 tháng 10 năm 2008. Thời điểm này quân đội Nga bắt đầu có nhiều nguồn ngân sách lớn do những năm 2003, 2008, giá dầu khí trên thị trường thế giới tăng lên, làm tăng nguồn thu cho ngân quỹ nhà nước và cho phép tăng các khoản chi cho quốc phòng.

## Chương trình
Tổng thống Putin ra lệnh tiến hành một chương trình hiện đại hóa và tái cấu trúc quân đội đầy tham vọng. Với chi phí ước tính lên tới 700 tỷ USD tới năm 2020, chương trình này nhằm biến quân đội Nga từ một lực lượng cồng kềnh chuyên đối phó với chiến tranh tổng lực giữa các cường quốc thành đội quân tinh gọn hơn, phù hợp hơn với các cuộc xung đột khu vực và cục bộ. Dưới sự chỉ đạo của Putin, quân đội Nga đoạn tuyệt với mô hình được xây dựng từ năm 1870 để áp dụng cấu trúc lực lượng linh hoạt hơn, cho phép triển khai binh sĩ một cách nhanh chóng mà không cần tiến hành hoạt động huy động binh lực quy mô lớn. Hệ thống kiểm soát và chỉ huy cũng được thay đổi nhằm nâng cao khả năng hiệp đồng và sẵn sàng chiến đấu cho binh sĩ. Việc đánh giá lại khả năng tham gia một cuộc chiến tranh trên quy mô lớn đã dẫn đến hủy bỏ hệ thống động viên như là một sự lỗi thời bởi nó đã tồn tại từ thời Xô Viết. Vấn đề chính là làm thế nào để duy trì cơ cấu động viên của quân đội từ thời Xô Viết đồng thời tìm cách để sử dụng quân đội một cách hiệu quả, ít nhất là trong các cuộc chiến có giới hạn, mà không cần phải động viên. Các lực lượng vũ trang Nga sẽ thay đổi chiến thuật của họ từ lao vào một cuộc chiến lớn với một số đối thủ sang tham gia các cuộc xung đột cục bộ tiềm tàng ở các biên giới của Nga hoặc ở các nước SNG (Cộng đồng các quốc gia độc lập) và các nước lân cận khác. Nhiệm vụ bảo vệ trước các nước lớn (chủ yếu là Mỹ và NATO) được giao phó gần như hoàn toàn cho các lực lượng hạt nhân chiến lược. Tổng Tham mưu trưởng Tướng Nikolai Makarov còn ra lệnh thành lập Bộ Tư lệnh các Lực lượng Tác chiến Đặc biệt (KSSO) và Bộ Tư lệnh Không gian mạng.

### Giảm quy mô
Một phần thiết yếu của cải cách quân sự là cắt giảm quy mô, vào thời điểm bắt đầu cải cách, lực lượng vũ trang Nga có khoảng 1,13 triệu quân nhân tại ngũ. Kế hoạch cắt giảm quân nhân xuống còn 1 triệu quân nhân sẽ được thực hiện từ năm 2016 đến năm 2022. Đây là cuộc cải cách lớn nhất trong vòng 200 năm qua bởi lẽ Nga sẽ từ bỏ kiểu quân đội cồng kềnh luôn sẵn sàng cho cuộc chiến quy mô lớn. Bộ Tham mưu cho rằng nước Nga chỉ cần khoảng 100.000 lính nghĩa vụ và 1 triệu lính chính quy. Định hướng trong giai đoạn 2008-2012, quân đội Nga đã được biến đổi thành các lực lượng sẵn sàng thường trực được cấu thành từ các lữ đoàn dựa trên các đơn vị sẵn sàng thường trực. Các cải cách này đã cắt giảm gần một nửa số trung đoàn và lữ đoàn trong quân đội, với các cắt giảm lớn nhất xảy ra ở phần châu Âu của Nga. Ngày 4 tháng 4 năm 2011, Đại tá Vasily Smirnov, Phó Tổng Tham mưu trưởng cho biết quy mô quân đội Nga sẽ giảm xuống còn 1 triệu người vào năm 2016, với số lượng các nhóm như sau: 220.000 sĩ quan, 425,000 quân nhân hợp đồng và 300.000 quân nhân nghĩa vụ Số quân nhân nằm trong diện cắt giảm lần này để chuyển sang làm các công việc dân sự chủ yếu tập trung vào nhóm sĩ quan phục vụ hậu cần và sĩ quan không liên quan trực tiếp đến nhiệm vụ chiến đấu. Chuyên gia quân sự Nga Vitaly Shlykov đã đề cập đến cuộc cải cách quốc phòng sâu rộng của Nga sẽ được bắt đầu từ tháng 12 năm 2009, theo đó sẽ giảm số xe tăng từ 20.000 chiếc xuống còn 2.000 chiếc và giảm số lính dự bị động viên xuống còn 100.000 người.
Tổng tham mưu trưởng Nikolay Makarov cho biết, trong khuôn khổ một kế hoạch hiện đại hóa, quân số của quân đội Nga sẽ giảm từ 1,13 triệu xuống thành 1 triệu người. Theo Sắc lệnh của Tổng thống Liên bang Nga, vào mùa thu năm 2021, tổng cộng 127.500 công dân được gọi nhập ngũ, tức là mỗi năm có thêm khoảng 250.000 chiến sĩ mới. Nếu dựa vào tổng số quân trong Lực lượng vũ trang Nga là khoảng 900.000 người, thì tỷ lệ được gọi nhập ngũ chiếm khoảng 28%. Điều này đã cho phép hình thành những đơn vị quân đội và các binh đoàn thường trực có khả năng giải quyết nhiệm vụ chiến đấu mà không cần triển khai huy động quân. Trong khi đó, quân đội Nga vẫn duy trì được tiềm lực huy động đáng kể của mình. Sự khác biệt cơ bản giữa các đơn vị thường trực với phần còn lại của quân đội Nga là tại đây chỉ những quân nhân phục vụ theo chế độ hợp đồng. Điều này giúp loại bỏ nhu cầu huấn luyện liên tục các tân binh cứ mỗi năm hai lần. Bộ Quốc phòng cũng đã yêu cầu cấp 4,2 tỷ USD trong giai đoạn 2009-2011 để tăng thêm quỹ lương hàng tháng cho 30.000 sĩ quan đang phục vụ trong lực lượng tên lửa chiến lược, hải quân, hàng không chiến lược và Lực lượng không gian, quỹ lương hàng tháng dành cho binh sĩ Nga cũng như các khoản chi phí phục vụ nâng cấp và sản xuất khí tài sẽ tăng lên đáng kể, công tác đào tạo, huấn luyện cũng sẽ tập trung hơn.

### Chế độ nghĩa vụ
Một trong những giải pháp là các đơn vị sẵn sàng thường trực tương đối hoàn thiện được cho là tồn tại cùng với các tổ đội nòng cốt. Khi tình hình kinh tế cải thiện và chi phí quốc phòng gia tăng, vào năm 2008, Nga đã xây dựng một số lượng nhất định các đơn vị và tổ đội sẵn sàng thường trực đóng vai trò quan trọng trong cuộc chiến Gruzia, tình trạng các đơn vị sẵn sàng thường trực hoạt động trong khi quân đội nghỉ ngơi, mà phần lớn có thể huy động về bản chất, về cơ bản đồng nghĩa với sự tồn tại của hai quân đội cùng một lúc khi quốc gia này đang dần cạn kiệt tài nguyên. Do đó, việc loại bỏ quân đội huy động truyền thống và thay thế nó bằng các lực lượng sẵn sàng thường trực chỉ là vấn đề thời gian, nó đã đặt nền tảng cho cuộc cải cách quân đội năm 2008 được cho là đã đem lại một diện mạo mới cho các lực lượng vũ trang Nga. Sự đổi hướng mang tính quyết định từ quân đội được động viên theo truyền thống đã cho phép Nga tạo ra các lực lượng thường trực và có khả năng sẵn sàng cao thích nghi tốt để hoạt động ở khu vực hậu Xô Viết. Cơ cấu và tư thế này đã được bộ chỉ huy quân sự mới mà người đứng đầu là ông Sergei Shoigu duy trì. Phong cách của ông này là những đợt kiểm tra đột xuất trên quy mô lớn đòi hỏi các quân khu mới phải đề phòng và sẵn sàng hành động ngay lập tức, các cuộc kiểm tra này đem lại cho Bộ Quốc phòng một cơ chế hiệu quả để đặt một số lượng lớn binh sỹ trong tình trạng báo động và tiến hành động viên một phần.
Kể từ ngày 1 tháng 4 năm 2008, thời hạn phục vụ trong quân đội đối với thanh niên Nga chỉ còn kéo dài trong một năm, thay vì 18 tháng như năm 2007 hoặc 2 năm được thực hiện từ năm 1967. Người đứng đầu cơ quan tuyển trạch của quân đội Nga, ông Vasily Smirnov cho biết đây là một trong những biện pháp nhằm cải thiện hiệu quả hoạt động của quân đội. Các quan chức quân sự Nga hy vọng quy định mới này sẽ khuyến khích thanh niên tự nguyện đăng ký thực hiện nghĩa vụ quân sự, nhất là đối với những người có trình độ học vấn cao. Cắt giảm thời gian phục vụ quân đội nằm trong chương trình cải cách của Tổng thống Vladimir Putin, người quyết tâm xây dựng một quân đội chuyên nghiệp, có khả năng chiến đấu cao, thay vì chủ yếu tiếp nhận những thanh niên bị buộc phải nhập ngũ. Nga sẽ bắt đầu đào tạo cho lính chính quy ở các trường đặc biệt trong khoảng thời gian từ 2,5-3 năm và vẫn được hưởng lương. Khi tốt nghiệp ra trường, những người này có thể được hưởng mức lương khoảng 1.000 USD/tháng được cho là đủ động lực để họ hăm hở phục vụ trong quân ngũ.
Cùng với việc dân số giảm, công tác kêu gọi tòng quân ở Nga gặp nhiều khó khăn, tình trạng các tân binh bị các sĩ quan lạm dụng quyền lực ức hiếp dẫn đến số vụ tai nạn và tự tử trong quân đội tăng cao, khiến giới trẻ Nga không hăng hái nhập ngũ hoặc tìm cách xin miễn thi hành nghĩa vụ quân sự. Điều kiện sống trong quân ngũ không tốt nên tỷ lệ người đăng ký phục vụ lâu dài cũng ngày một ít, dẫn đến việc thiếu hụt nghiêm trọng số sĩ quan chuyên nghiệp. Một báo cáo năm 2006 cho biết chỉ có 15-19% binh sĩ Nga tình nguyện ký hợp đồng kéo dài thời gian tại ngũ. Không hiếm quân nhân nghĩa vụ Nga bị bắt nạt và hành hạ tàn tệ ngay bên trong doanh trại quân đội gọi là nạn "Dedovshchina" chỉ tệ bắt nạt bằng những trò trái khoáy, đã là một phần trong cuộc đời của các tân binh nghĩa vụ trong quân đội Nga. Cũng trong nỗ lực cải cách quân đội theo hướng tinh gọn và hiệu quả, Bộ Quốc phòng Nga có kế hoạch cắt giảm 40% nhân viên tại văn phòng Bộ và Bộ Tổng tham mưu, đồng thời tăng cường đấu tranh chống tham nhũng. Nạn ăn hối lộ là một kẽ hở để nhiều binh sĩ Nga đào ngũ mà không bị cấp chỉ huy báo cáo. Nhưng bù lại thu nhập của sĩ quan, binh sĩ Nga được cải thiện đáng kể nhờ ngân sách quốc phòng liên tục tăng. Khi cuộc khủng hoảng Ukraine nổ ra vào năm 2014, quân đội Nga đã trở thành một lực lượng lớn mạnh hơn rất nhiều so với đội quân trang bị lạc hậu từng tham chiến ở Gruzia.

### Cơ cấu lực lượng
Như là kết quả của việc tái định hướng từ chiến đấu trên quy mô lớn sang các cuộc xung đột cục bộ, vào năm 2008-2012, quân đội Nga đã được biến đổi thành các lực lượng sẵn sàng thường trực,  lực lượng này được cấu thành từ các lữ đoàn dựa trên đơn vị và tổ đội sẵn sàng thường trực hiện có đã được củng cố sức mạnh bằng binh sỹ từ các đơn vị và tổ đội bị cắt giảm và nòng cốt. Các cải cách này đã cắt giảm gần một nửa số trung đoàn và lữ đoàn trong quân đội, với các cắt giảm lớn nhất xảy ra ở phần châu Âu của nước này. Ở Quân khu Moskva "cũ", 50 tiểu đoàn xe tăng và bộ binh cơ giới được triển khai đã giảm xuống còn 22 vào năm 2010. Các đơn vị lục quân ở biên giới với Ukraine đã được rút gần như hoàn toàn khỏi danh sách quân đội thường trực với việc giải tán Sư đoàn xe tăng số 10 (sư đoàn chỉ có duy nhất trung đoàn bộ binh cơ giới số 6) ở khu vực Voronezh và Kursk mà ở đó chỉ còn lại một kho dự trữ để triển khai Lữ đoàn xe tăng số 1. Những sự cắt giảm này được cho là để bù đắp cho việc thành lập một lữ đoàn tác chiến trên không mới ở Smolensk được trang bị máy bay trực thăng.
Người ta có thể nói về sự suy yếu chưa từng thấy sức mạnh của lục quân Nga ở các khu vực trung tâm và ở biên giới phía Tây của Nga, sau đó đã được điều chỉnh lại phần nào vào năm 2013 khi Sư đoàn bộ binh cơ giới Taman số 2 và Sư đoàn xe tăng Kantemir số 4 (trước đây là các lữ đoàn) được tái triển khai bên ngoài thủ đô Moskva, nhưng cả hai sư đoàn này đã và vẫn chỉ còn một nửa sức mạnh. Cuộc cải cách quân đội giai đoạn 2008-2012 đã làm giảm sút năng lực chiến đấu của Nga ở các khu vực phía Tây của Nga, đồng thời, sự thay đổi của Moskva hướng tới hoạt động trong các cuộc xung đột có giới hạn thu hút nhiều sự chú ý hơn vào lực lượng cơ giới và tác chiến đặc biệt. Lực lượng không vận đã không chỉ tránh được sự cắt giảm nhân lực mà họ còn giữ được cả các sư đoàn và tăng cường sức mạnh của mình. Các lực lượng tác chiến đặc biệt, đặc chủng (mô hình đặc nhiệm Spetsnaz) cũng đã bắt đầu xây dựng và tăng cường khả năng sẵn sàng chiến đấu và theo hướng tinh nhuệ, hiện đại, đặc chủng. Nhìn chung, kết quả cải cách cho đến nay, quân đội Nga đã hiện đại hóa và chuyên nghiệp hóa với những đơn vị và tổ chức đơn vị, lực lượng có nét mới, có thể kể đến như:
- Đơn vị tác chiến cấp tiểu đoàn (BTG) một cơ cấu tổ chức tác chiến cơ động hiệp đồng
- Thủy quân lục chiến Nga (Russian Marines)
- Lính dù Nga (VDV)
- Lực lượng Hàng không vũ trụ Nga (ВКС)
- Lực lượng Phòng vệ Hàng không vũ trụ Nga (BВКО)
- Lực lượng Không gian Nga (KV)
- Lực lượng Tác chiến đặc biệt (KSSO) là lực lượng đặc nhiệm chuyên trách
- Lực lượng OMON khét tiếng
- Lực lượng Spetsnaz GRU trực thuộc Cơ quan Tình báo Quân đội Nga (GRU)
- Cơ quan Bảo vệ Liên bang Nga (FSO)
- Vệ binh quốc gia Nga (Rosgvardiya)

Một số lực lượng được Nga đầu tư, trang bị, sử dụng như:
- Lực lượng Chechen (Đặc nhiệm Akhmat) là đội quân thiện chiến của người Chechnya
- Lực lượng lính đánh thuê thuộc nhóm Wagner được tuyển mộ từ nhiều thành phần và được trang bị vũ khí đặc chủng chuyên làm nhiệm vụ xung kích.

### Cơ cấu quân khu
Công việc lớn nhất, phức tạp nhất là việc hợp nhất, chuyển đổi 6 quân khu thành 4 bộ tư lệnh chiến lược. Trong điều chỉnh hành chính quân sự lần này, quân đội Nga trên thực tế đã thay đổi hai nguyên tắc tồn tại gần một thế kỉ rưỡi qua, là "phân chia lãnh thổ phòng thủ" và "chuyên môn hóa lục quân" và thể chế quân khu đã thực sự chấm dứt ở Nga. Sự thay đổi lớn nhất trong thể chế mới là nguyên tắc khu vực được thay bằng hướng chủ đạo, lấy một Bộ Tư lệnh chiến lược liên hợp độc lập đảm nhận một hướng tác chiến. An ninh quân sự Nga chủ yếu đối mặt với mối đe dọa đến từ 3 hướng tây, nam và đông, trong đó tây là hướng chiến lược chủ yếu nhất.
- Quân khu Moscow và Quân khu Leningrad hợp nhất, chuyển đổi thành Bộ tư lệnh chiến lược Miền Tây, sở chỉ huy đóng tại Saint Petersburg. Ngoài các lực lượng lục quân, không quân và đổ bộ đường không vốn có ở hai quân khu cũ, các hạm đội Phương Bắc và Baltic cũng sẽ thuộc quyền chỉ huy của Bộ tư lệnh này. Cùng với việc NATO mở rộng về phía đông, tuyến phòng thủ ở hướng này của Nga đã từ Trung Âu như thời kì Liên Xô trước đây lùi về đến biển Baltic. Ngay cả khi Ukraina không gia nhập NATO, thì để đối phó tổ chức quân sự này, Nga vẫn cần xóa bỏ nguyên tắc khu vực truyền thống, đưa quân khu Moscow và Leningrad cùng hai hạm đội Phương Bắc, Baltic đặt dưới sự chỉ đạo điều hành của Bô Tư lệnh Miền Tây. Tại Quân khu Moskva trước đây, 50 tiểu đoàn xe tăng và bộ binh cơ giới được triển khai đã giảm xuống còn 22 vào năm 2010. Các đơn vị lục quân ở biên giới với Ukraine đã được rút gần như hoàn toàn khỏi danh sách quân đội thường trực với việc giải tán Sư đoàn xe tăng số 10.[3]
- Quân khu Bắc Kavkaz hợp nhất với hạm đội Biển Đen và tiểu hạm đội Caspian, thành lập Bộ tư lệnh chiến lược Miền Nam, sở chỉ huy đặt tại Rostov. Phía nam (Kavkaz) đang phải đối mặt với mối đe dọa thấp nhưng lại trực tiếp và cấp bách, chỉ là các thế lực ly khai, khủng bố. Ngoài ra, Gruzia đang hăng hái với tiến trình gia nhập NATO và hoàn toàn có thể chạm tới giới hạn an ninh cuối cùng của Nga nên Bộ Quốc phòng Nga vẫn trao cho Bộ tư lệnh Miền Nam vị trí ngang hàng.
- Quân khu Volga – Ural cùng một phần Quân khu Siberia cũ hợp nhất thành Bộ tư lệnh chiến lược Miền Trung, sở chỉ huy đặt tại Yekaterinburg. Bộ tư lệnh Miền Trung có nhiệm vụ ứng phó với mối đe doạ khủng bố và tình huống biến động ở Trung Á. Áp lực ở hướng này tương đối thấp, vì vậy Bộ tư lệnh chiến lược Miền Trung còn đóng vai trò lực lượng dự bị. Khi các hướng chiến lược khác có tình huống nguy cấp, Bộ tư lệnh chiến lược Miền Trung phải sẵn sàng chi viện kịp thời.
- Quân khu Viễn Đông với phần còn lại của Quân khu Siberia, cùng hạm đội Thái Bình Dương hợp nhất thành Bộ tư lệnh chiến lược Miền Đông, sở chỉ huy đóng tại Khabarovsk. Hướng đông được Nga xem là uy hiếp tiềm ẩn, sức ép tương đối thấp. Cùng với sự nâng cấp toàn diện mối quan hệ Trung-Nga, áp lực vốn nhằm vào Quân khu Viễn Đông và Quân khu Siberia trước đây cũng giảm đi. Tuy nhiên, Bộ Tư lệnh chiến lược Miền Đông vẫn phải sẵn sàng đối mặt với mối đe dọa thực sự của 3 nước đồng minh Mỹ-Nhật-Hàn từ hướng bán đảo Triều Tiên, những bất đồng giữa Nga và Nhật, các mối đe dọa phi truyền thống.

### Thể chế chỉ huy
Quân đội Nga nhiều năm qua thực hiện một thể chế chỉ huy, vào thời bình thì Bộ tư lệnh các quân, binh chủng trực tiếp quản lý lực lượng tác chiến dưới quyền, thời chiến trao cho các quân khu quyền thực hành tác chiến hiệp đồng quân binh chủng. Trong cuộc xung đột với Gruzia năm 2008, thể chế này đã bộc lộ nhiều yếu kém và đã thúc đẩy Nga tiến hành điều chỉnh. Từng Bộ tư lệnh chiến lược chịu trách nhiệm lập kế hoạch huấn luyện và sử dụng toàn bộ các lực lượng quân sự trong phạm vi địa lí hành chính, cùng lực lượng của các bộ, ngành như Bộ Tình trạng khẩn cấp, Tổng cục An ninh Liên bang Nga (KGB), đồng nghĩa với giới hạn tồn tại giữa các quân, binh chủng sẽ bị xóa bỏ. Ngoại trừ lực lượng tên lửa chiến lược, tàu ngầm hạt nhân chiến lược và binh chủng vũ trụ do cấp hoạch định chiến lược cao nhất trực tiếp nắm giữ, các lực lượng tác chiến khác sẽ được đưa về các Bộ tư lệnh chiến lược liên hợp để quản lý và chỉ huy. Đồng thời, thể chế chỉ huy 4 cấp "quân khu-tập đoàn quân-sư đoàn-trung đoàn" được tinh giảm còn 3 cấp "Bộ tư lệnh tác chiến liên hợp- Bộ tư lệnh chiến dịch-lữ đoàn (căn cứ)".
Đối với Hải quân Nga, hạm đội đổi thành Bộ tư lệnh chiến dịch hải quân, bên dưới thiết lập căn cứ hải quân cấp lữ đoàn. Không quân, tập đoàn quân phòng không - không quân chuyển đổi thành Bộ tư lệnh chiến dịch phòng không-không quân, bên dưới thành lập căn cứ hàng không cấp lữ đoàn và phân chia chúng về từng Bộ tư lệnh chiến lược. Đối với Lục quân Nga, tập đoàn quân lục quân chuyển đổi thành bộ tư lệnh chiến dịch hợp thành (tất cả có 10 BTL), toàn quân chủng thực hiện biên chế cấp lữ đoàn. Bên cạnh đó ở cấp nhỏ hơn cũng cơ cấu thành các đơn vị tác chiến cấp tiểu đoàn (BTG). Ngoài ra, Lực lượng Tác chiến Đặc biệt (SSO) hình thành, như một phần độc lập của quân đội Nga bắt đầu vào năm 2008 sau khi Thiếu tướng Alexander Lentsov, Phó tư lệnh Lực lượng lính dù Nga (VDV) báo cáo về quá trình cải tổ quy mô lớn của Các Lực lượng Vũ trang Liên bang Nga (giai đoạn 2008-2020). Ý nghĩa của đợt cải tổ này là tạo ra một cấu trúc thống nhất của lực lượng đặc biệt, trực thuộc Bộ Tổng tham mưu. SSO được thành lập "để chống lại chủ nghĩa khủng bố quốc tế hiệu quả hơn và thực hiện một số nhiệm vụ bên ngoài nước Nga".

### Trang bị khí tài
Các cuộc xung đột vũ trang đầu những năm 2000 cho thấy rằng, Lực lượng vũ trang Liên bang Nga đang ngày càng tụt hậu về mặt trang bị, không chỉ so với những đội quân tiên tiến nhất (như Hoa Kỳ), mà thậm chí còn so với đối tác của họ trong không gian hậu Xô viết là Gruzia. Điều này áp dụng cho cả hệ thống chiến đấu và hỗ trợ (chẳng hạn như hệ thống liên lạc, trinh sát và chỉ định mục tiêu). Quân đội Nga vẫn duy trì một phần đáng kể kho vũ khí từ thời Liên Xô với thời hạn sử dụng có khi lên tới hơn 20 năm. Các biện pháp do ban lãnh đạo Nga thông qua đã cho phép đến năm 2014-2015 xây dựng quân đội mới có khả năng chiến đấu theo thời gian thực (trước đó chỉ có quân đội Mỹ mới làm được như vậy). Nga đã tạo ra các kênh liên lạc vệ tinh có băng thông mạnh, các hệ thống trinh sát mặt đất, trên biển, trên không và vũ trụ bắt đầu truyền thông tin ngay lập tức qua các kênh điều khiển chiến đấu, điều này cho phép đưa ra chỉ định mục tiêu cho các loại hệ thống tấn công một cách linh hoạt. Công cuộc hiện đại hóa các đơn vị không quân đã bắt đầu nhanh chóng và đi kèm với việc mua sắm số lượng lớn máy bay trực thăng mới. Hải quân Nga đã quyết định trang bị cho các tàu chiến của mình tên lửa Kalibr (Ca-li-bơ) là loại tên lửa được thiết kế cho các tàu chiến và tàu ngầm tấn công.
Hệ thống pháo binh, xe bọc thép và máy bay chiến đấu hiện đại cuối cùng cũng được trang bị cho quân đội, lực lượng bộ binh bắt đầu tiếp nhận hàng loạt xe tăng chiến đấu T-80 với hệ thống phòng thủ chủ động, xe chiến đấu bộ binh BMP-3 và xe bọc thép chở quân BTR-80, xe bọc thép GAZ-2330 Tigr, hệ thống tên lửa tác chiến Iskander, sau này thêm tổ hợp lựu pháo cỡ 152mm mới có kết cấu 2 nòng với tên gọi Coalition-SV. Đồng thời cũng diễn ra quá trình hiện đại hóa vũ khí từ thời Liên Xô, điều này không chỉ giúp kéo dài thời gian phục vụ của chúng, mà còn nâng cao chất lượng kho vũ khí, bao gồm khả năng chiến đấu vũ trang theo giới gian thực. Việc nghiên cứu chế tạo các hệ thống tác chiến điện tử trên mặt đất và trên không, tên lửa hành trình Calibre phóng trên biển, các tổ hợp tên lửa mang đầu đạn siêu thanh (tên lửa chiến lược Avangard, tên lửa Kinzhal phóng từ máy bay, tên lửa Zircon phóng trên biển). Máy bay chiến đấu đa năng Su-35 và tiêm kích ném bom Su-34 của Nga sánh ngang những dòng phi cơ tương tự tốt nhất thế giới. Quân đội Nga dần dần lấy lại vị thế dẫn đầu trong lĩnh vực chế tạo các phương tiện bay không người lái. Điện Kremlin cũng chi hàng tỉ USD vào dự án hiện đại hóa New Look dự án bắt đầu năm 2008 nhằm cải tổ lực lượng Nga, trước những nỗ lực này, phần lớn quân đội Nga vẫn còn duy trì thiết bị và tư duy chiến thuật thời Liên Xô.

## Hiệu quả
Triển khai thực hiện học thuyết quân sự mới, quân đội Nga về cơ bản đã hoàn tất quá trình điều chỉnh tổ chức, thể chế. Từ một lực lượng lạc hậu, yếu kém, quân đội Nga trỗi dậy và vươn ra toàn cầu nhờ chương trình cải cách quy mô lớn của Putin, kể từ khi Putin bắt đầu cuộc cải cách quân đội và tăng mạnh chi tiêu quốc phòng từ năm 2008, quân đội Nga đã lột xác hoàn toàn và sở hữu những sức mạnh mới giúp Moskva gia tăng ảnh hưởng và tiếng nói trong các vấn đề quốc tế. Putin đã hồi sinh quân đội Nga trở thành một lực lượng có sức mạnh và tầm ảnh hưởng thực sự trên thế giới, sau gần 1/4 thế kỷ chìm trong hỗn loạn và yếu kém.. Hệ thống quân sự này đã mất khoảng 3 năm để có được một diện mạo mới khác biệt đáng kể về nhiều phương diện so với Hồng Quân, quân đội Xô-viết và quân đội Nga trước đây và là kết quả của quyết tâm chính trị được thể hiện bởi cả Điện Kremlin lẫn Bộ Quốc phòng Nga mà người đứng đầu khi đó là Anatoly Serdyukov. Những sự đầu tư lớn vào nhân lực và huấn luyện chiến đấu đã đem lại hiệu quả với một quân đội mạnh mẽ hơn và các binh sỹ, sỹ quan chất lượng, Nga đã có được một số lượng lớn sỹ quan với kinh nghiệm thực chiến trong cuộc chiến Chechnya, các hoạt động chống khủng bố ở vùng Bắc Caucasus và nhiều cuộc xung đột cục bộ ở các nước hậu Xô Viết. Nhiều cuộc diễn tập đã được tổ chức ở mọi cấp độ, gồm cả các cuộc diễn tập chiến lược theo thường lệ, các phương pháp đào tạo và huấn luyện chiến đấu mới được đưa vào áp dụng, và nhiều binh sỹ có trình độ cao được tuyển mộ, các vũ khí và quân trang hạng nặng được chế tạo đã cải thiện đáng kể tình trạng vật tư và thiết bị của quân đội, chủ yếu là trong Không quân và các đơn vị tác chiến hàng không.
Tới năm 2014, quân đội Nga đã trở thành lực lượng lớn mạnh hơn rất nhiều so với đội quân lạc hậu từng tham chiến ở Gruzia trước đó gần 6 năm. Chiến dịch không kích chống IS ở Syria đánh dấu lần đầu tiên quân đội Nga có sự hiện diện quân sự công khai quy mô lớn ở Trung Đông kể từ khi Liên Xô tan rã. Quy mô chiến dịch này khó có thể so sánh với các hoạt động quân sự ở nước ngoài thời Liên Xô, nhưng nó giúp nước Nga dưới thời Tổng thống Putin một lần nữa có khả năng răn đe bất cứ cường quốc nào để bảo vệ lợi ích của bản thân và phô trương sức mạnh trong phạm vi ảnh hưởng của mình. Trong lần tham chiến quy mô lớn này, quân đội Nga dựng lên lưới phòng không ở Syria, triển khai các cường kích, tiêm kích, oanh tạc cơ chiến lược ném bom, phóng tên lửa vào phiến quân IS, sử dụng tàu ngầm, tàu chiến khai hỏa tên lửa hành trình tầm xa vào mục tiêu từ Địa Trung Hải và Biển Caspian. Với các hành động này, quân đội Nga đã phá thế độc quyền của Mỹ trong việc sử dụng lực lượng quân sự trên phạm vi toàn cầu, vốn được duy trì kể từ khi Liên Xô tan rã. Các quyết định được đưa ra trước đó về việc biên chế và tái trang bị kỹ thuật trong Lực lượng vũ trang Liên bang Nga đã cho thấy tính hiệu quả của chúng tại chiến trường Syria kể từ mùa thu năm 2015. Nga đã nghiên cứu trong điều kiện thực tế cả những loại vũ khí mới nhất, cũng như thiết lập tương tác giữa các nhóm chiến thuật cấp tiểu đoàn trên chiến trường, kinh nghiệm sử dụng các loại tổ hợp robot ở Syria, bao gồm cả robot tấn công cũng kquan trọng.
Việc chọn đánh Ukraina vào thời điểm này không phải là một sự ngẫu nhiên vì Nga vừa hoàn tất các mục tiêu trong kế hoạch 15 năm hiện đại hóa quân đội vào cuối năm 2021. Theo truyền thông phương Tây thì với những thất bại quân sự liên tiếp gần đây, tổng thống Nga Vladimir Putin đã nhận ra rằng công cuộc cải cách quân đội mà ông tiến hành từ năm 2008 và từ sau chiến dịch quân sự ở Gruzia đã hoàn toàn không mang lại kết quả. Khi gây chiến với Ukraina, Nga lần lượt phơi bày những yếu kém, từ mặt hậu cần, tình báo thiếu hiệu quả, chỉ huy rời rạc, trang thiết bị cũ kỹ, cho đến thiếu phối hợp liên quân. Quân đội Nga không được chuẩn bị để gây chiến, tất cả những gì đang diễn ra hiện nay là không được dự trù tới, Nga nghĩ rằng sẽ có việc lật đổ chính phủ Ukraina với một cuộc diễu binh mừng chiến thắng tại Kiev mà không vấp phải sự phản kháng nào. Quân đội không hề được chuẩn bị cho chiến tranh mà chỉ được chuẩn bị cho những cuộc thao dượt quen thuộc, các cuộc diễu binh trên Quảng Trường Đỏ. Từ năm 2008, quân đội Nga không được thay đổi ngoại trừ hàng ngũ cấp cao. Các lực lượng hạt nhân và công nghệ được thay đổi, nhưng bản thân quân đội thì không nên quân đội Nga không có khả năng gây chiến tranh. Đây cũng chính là điểm tạo nên sự khác biệt giữa quân đội Ukraina, năm 2014, quân đội Ukraina đã được cải cách, giờ đang cho kết quả trên phương diện năng lực phản ứng ở cả cấp thấp nhất, trong khi phía Nga hầu như phải đợi quyết định đến từ điện Kremlin.
Cái chết của một tướng Nga ngay từ đầu cuộc xung đột đã từng bị quy cho việc trang thiết bị viễn thông cồng kềnh trong chiến xa, cho phép Ukraina xác định được sự hiện diện của vị tướng lĩnh này. Sự lơ là này của một bộ phận sĩ quan Nga lại càng thêm khó hiểu, khi mà quân đội Nga cũng đã từng mắc phải những sai lầm tương tự vào đầu cuộc chiến. Năng lực của Ukraina khai thác những thao tác yếu kém trên phương diện an ninh của các chiến dịch quân sự tại các đường chiến tuyến. Sự việc làm lộ rõ thêm một lỗ hổng khác trong quân đội Nga, mà trước cuộc chiến từng được mô tả như là một trong số các quân đội hùng mạnh nhất thế giới. Xu hướng đăng ảnh của họ trên các mạng xã hội hay dùng các ứng dụng như Tinder cho phép định vị đã cung cấp nhiều thông tin quý giá về đà tiến quân của Nga. Đòn đánh ở Makiivka đã cho thấy rõ một sự khác biệt đến ngạc nhiên về công nghệ của Nga. Công nghệ quân sự Nga chỉ là một huyền thoại, ngay từ đầu cuộc xung đột, phía Nga đã sử dụng các loại điện thoại mã hóa, nhưng thường xuyên gặp trục trặc bởi vì đó là đời điện thoại cũ của từ những năm 1980, năm 1990. Và chính việc sử dụng điện thoại dân sự đã cho phép Ukraina xác định vị trí của nhóm lính Nga trong khu vực.
Tổng thống Nga đã mong đợi điều tốt hơn từ quân đội, từ cơ cấu, bộ chỉ huy, từ những loại vũ khí ma thuật nổi tiếng mà ông Putin đã cho phô bày, như các loại vũ khí siêu thanh, xe tăng Armata đời mới nhất. Những thứ vũ khí được nhiều lần nhắc đến cuối cùng rồi không thể sản xuất hàng loạt. Thay vào đó là Nga đang nâng cấp những đời xe tăng cũ thời Xô Viết như các chiếc T-62 và T-72. Vì vậy, vẫn còn có nhiều vấn đề mà phần lớn liên quan đến tham nhũng. Người dân Nga giờ phát hiện ra rằng sức mạnh của quân đội Nga có những giới hạn. Những yếu kém của ban chỉ huy là cố hữu trong quân đội Nga. Quân đội Nga vốn dĩ đã có rất ít sĩ quan cấp dưới, vậy mà nhiều người trong số họ đã tử trận ngay trong những tháng đầu tiên của cuộc chiến. Một trong số các ý định cải cách do vị bộ trưởng Quốc Phòng là muốn thành lập một hàng ngũ hạ sĩ quan. Việc bãi bỏ bộ phận này vào cuối thời kỳ Xô Viết đã dẫn đến tình trạng giữa lớp sĩ quan và các tân binh, không có người nào để ra lệnh cụ thể cho các đội quân trên địa bàn. Về tình trạng bạo lực, nạn ma cũ ăn hiếp ma mới trong quân đội Nga vẫn diễn ra còn là một trong số các thất bại trong công cuộc cải cách quân đội Nga dù có một sự thay đổi về nạn bạo lực và cách thức tổ chức các đội quân. Tình trạng bạo lực giữa các tân binh còn là một cách thức quản lý trật tự trong nội bộ các lực lượng, nguồn nhân lực, và kiểm soát các đội quân. Tình trạng này không những được dung thứ, mà còn được khuyến khích ở một hình thức nào đó.